# Annel de Noré
Annel de Noré, pseudoniem van Antoinette (Netty) Eleonore Simons (Paramaribo, 15 december 1950), is een Surinaams schrijver.

## Leven
Zij was werkzaam in het onderwijs in Suriname en later, tot haar pensioen in Nederland waar zij zich in 2001 vestigde. Zij is de auteur van romans en verhalen die zich afspelen tegen de achtergrond van Suriname en Nederland. Enkele van haar werken worden "psychologische romans" genoemd.

## Werk

### De Bruine Zeemeermin(2000)
De roman De Bruine Zeemeermin – verschenen in 2000 bij uitgeverij In de Knipscheer - geeft de kroniek van een middenklassefamilie, een in de Surinaamse letteren nog weinig beschreven groep. De protagonisten zijn advocaat, psycholoog, leraar of maatschappelijk werker. Hun problemen zijn niet de ‘grote’ problemen uit de wereldliteratuur, geen moord en doodslag, onterving en bloedschande, maar juist de alledaagse: overspel en jaloezie, echtscheiding, liefde en vriendschap, de positie van stiefkinderen en buitenechtelijke kinderen. Afgezien van de proloog, worden de gebeurtenissen in het gehele boek afwisselend gefocaliseerd door drie vrouwen. Ingrid is de huisvrouw die verstrikt raakt in haar genegenheid voor en steeds sterker anticiperende afkeer van haar zuipende echtgenoot. In de tijd dat zij bij haar broer intrekt heeft zij een kortstondige affaire met een getrouwde man. In Majory wordt de dochter geschetst die met kinderblik het grote-mensen-gebeuren om zich heen verschrikt aanziet, die als ze 18 wordt, naar Holland vertrekt en zich daar in eenzelfde ambivalentie tegenover mannen geplaatst ziet als haar moeder. Zij heeft de goede raad van haar tante Hortense, die als lesbische haar heil in Nederland zocht, ter harte genomen om toch onder alle omstandigheden haar onafhankelijkheid te bewaren. Geen van deze of de vele andere leden van de (in een stamboom overzichtelijk gemaakte) familie, wordt neergezet als de personificatie van een idee of karaktertendens. Eerder zijn zij bijna allemaal verstrikt in een ‘moeras van tegenstrijdige emoties’ (p. 119): ‘Van welke invalshoek ze het probleem ook benaderde, er was niet één schuldige of onschuldige. De slachtoffers werden schuldigen en de schuldigen werden slachtoffers en zo ging het door.’ (p. 146)
Bijzonder daarbij is dat kinderen en volwassenen psychologisch als volstrekt gelijkwaardig worden behandeld. De genuanceerde psychologie van de roman krijgt nog meer reliëf door de opvallende citaten die aan elk hoofdstuk voorafgaan. Die citaten, van onder meer Eldridge Cleaver, Mary Wollstonecraft, Germaine Greer en Choderlos de Laclos, geven als wegwijzers de richting aan naar een ondubbelzinnige opvatting over de gelijkwaardigheid der seksen. Het is hierom, en omdat De Bruine Zeemeermin een van de eerste boeken is waarin vrouwenmishandeling wordt gethematiseerd, dat gesproken kan worden van een feministische roman. Wat De Bruine Zeemeermin daarenboven belangrijk maakt, is de kracht van de stijl. Het boek is rijk aan metaforen die altijd zijn ontleend aan de Caraïbische werkelijkheid. De dialogen zitten vol leven, de beschrijvingskunst van de auteur brengt de verbeelding van de personen kinderen trefzeker in beeld. Annel de Noré schrijft misschien het meest natuurlijke Surinaams-Nederlands dat een auteur ooit hanteerde.
In verschillende opzichten betekent De Bruine Zeemeermin een nieuwe fase in de ontwikkeling van de Surinaamse roman. Het boek is een psychologische roman waarin de maatschappelijke verhoudingen op de achtergrond wel meeresoneren, maar zonder dat die, zoals bij Ferrier of Vianen, allesbepalend zijn. De historische tijd – 1963-1996 – is niet aangegrepen om de gang van de Surinaamse natie te verbeelden; het verhaal is de eenheids- en verdeeldheidsthematiek voorbij. Het etnische aspect wordt nauwelijks gethematiseerd. Af en toe wordt duidelijk dat ras, huidskleur, seksuele geaardheid en sociale klasse wel een rol spelen in de Surinaamse samenleving, maar dat gebeurt op een volstrekt onnadrukkelijke en niet-moraliserende wijze. Het verhaal opent met Peetje, in 1875 geboren als kind van geëmancipeerde slaven, die, vroeg wees geworden, als een matrone het middelpunt van de familie vormt. Zij wordt echter niet ten tonele gevoerd als de historische link met de slaventijd waaruit het fatum van overspel en bijvrouwen verklaard zou moeten worden, maar als de krachtige vrouw die met hard werken de familie een respectabel bestaansniveau heeft weten te geven: Op geen enkele bladzijde geeft het boek de indruk dat de auteur geworsteld heeft met een doelpubliek: zij schrijft de tekst die zij wil, zonder ter verduidelijking datgene wat gezegd is in andere woorden te herhalen.

### Stem uit duizenden(2007)
In Stem uit duizenden kiest zij een onderwerp waarop een zwaar taboe rust in de Surinaamse gemeenschap.
Stem uit duizenden speelt in Suriname en in Nederland. Het is het verhaal van een weduwe, Susan, die op de derde sterfdag van haar echtgenoot een telefoontje krijgt van een man die zegt een vriend te zijn van Henk, haar overleden echtgenoot. Zij kan zich echter niet herinneren ooit van deze man gehoord te hebben. Toch blijven ze aan de praat. De man, Peter heet hij, weet veel over Henk en zijn huwelijk met Susan. Hoewel Susan het niet helemaal vertrouwt is ze toch geïntrigeerd. Ze blijven bellen en al gauw stort Susan haar hart uit bij Peter. Andersom is dat niet het geval. Peter is niet erg open over zijn verleden en zijn contact met Henk. De hoofdstukken in dit boek wisselen van hoofdpersoon. Om en om lees je vanuit het perspectief van Susan of dat van Peter, en een enkele maal ook vanuit het oogpunt van An of Mireille. Op deze manier kom je als lezer meer te weten over de achtergrond van de beide hoofdpersonen.
Langzaam wordt duidelijk op welke manier deze mensen met elkaar verweven zijn. En welke rol Henk hierin speelde. Ondertussen raken de twee hoofdpersonen steeds meer betrokken bij elkaar. Ze ontmoeten elkaar en er bloeit iets op. Al blijft er vooral bij Susan nog altijd iets knagen. Er is iets waar zij niet de vinger op kan leggen. Van Peter wordt ze wat dat betreft niets wijzer.
De dochters van Susan, die beiden in Nederland wonen, gaan een steeds grotere rol spelen in dit web van verhoudingen. Tot op het laatst blijft onduidelijk welke rollen dit zijn, maar als het boek uit is blijkt er van de beelden die mensen hebben over anderen, zelfs over anderen die ze goed denken te kennen, vaak niet veel te kloppen.

### Zwarte engelen(verhaal, 2007)
‘God weet zoveel dat hij soms niet wil weten wat hij weet.’ Dat zegt de moeder van de hoofdpersoon in Annel de Noré’s verhaal ‘Zwarte engelen’ in de bundel Waarover we niet moeten praten die bij In de Knipscheer verscheen. God mag dan veel weten, evenals Allah en de orakelende gebedsgenezer bij u om de hoek, maar onderling vertellen aardse stervelingen elkaar over het algemeen bitter weinig. Zeker in de Surinaamse (Zuid-Amerikaanse?) schaamtecultuur heersen er veel taboes. Waarover we niet moeten praten bevat dan ook veel verhalen over onderwerpen waarover we nu juist wel zouden moeten spreken, vanwege de opluchting, de bevrijding die we daaraan zouden ontlenen. In de bundel staat een twintigtal verhalen van schrijfsters met een Surinaamse of Antilliaanse link, die met dit thema als uitgangspunt een bijdrage hebben geleverd.

### Vers vlees oud bloed(2017)
Annel de Noré levert met haar verhalenbundel Vers vlees oud bloed het bewijs van een groeiend literair meesterschap. Haar vertelkunst staat met de ene voet in de Latijns-Amerikaanse, met de andere voet in de Europese traditie. Uiterst precies etst zij de lotgevallen van haar verhaalfiguren in het hoofd van de lezer.
De verhalen in Vers vlees oud bloed roepen vragen op. Kan iemand terugkeren naar wat voorbij is? Is ware liefde mogelijk? Waar blijft de vrijheid van het individu in een complexe samenleving? Wat is vriendschap? De lezer mag zelf het antwoord vinden.
Pas toen Johan buiten stond en de man weer binnen was, dacht hij aan het dubbeltje en de centen. Wild graaide hij in zijn zakken. Weg! Hij keerde ze binnenstebuiten. Niks! Kwijt. Verloren, het dubbeltje voor de bus en zijn eigen stuiver. Hij wist niet hoeveel geld hij van een vijfje terug moest van de chauffeur. En hij had vergeten te vragen aan mama aan welke kant van de weg hij voor de terugweg moest staan. Maar het allerallerergste: hij had de boodschap niet goed gedaan!
Of het nu gaat om een sprookje, horror of science fiction Annel de Noré ontstijgt het etiket ‘schrijver tussen twee culturen’. De lezer krijgt de indruk dat er een andere werkelijkheid schuilt achter bijvoorbeeld een misdaadverhaal, een satire. In haar meer realistische verhalen – ze vormen de meerderheid in deze bundel – herkent de lezer soms Suriname, soms Nederland, soms blijft de plek ondefinieerbaar. Waar ze ook spelen Annel de Noré’s personages proberen te overleven, nemen gedwongen door de omstandigheden beslissingen. Dat confronteert hen met de grote thema’s: macht, liefde, verlangen en dood.
'Trefzekere korte verhalen over gewone situaties' - door Arjan Peters
Veel tekst heeft Annel de Noré (66) niet nodig om een situatie te schetsen. Dat was al bekend uit de eerste drie boeken van deze auteur - geboren in Paramaribo, sinds 2001 in Nederland woonachtig -, maar in haar verhalenbundel Vers vlees oud bloed heeft ze die specifieke kwaliteit geperfectioneerd.
Twee vriendinnen op school, Linda en Irma, de een wil afkijken, de ander heeft zich voorgenomen niet meer bij zich te laten afkijken, en omdat het natuurlijk toch weer gebeurt gaan er klappen vallen, en er bemoeien zich ook anderen mee, waardoor er een nieuw probleem verschijnt; wanneer heeft een dader genoeg straf gekregen? In nog geen vijf pagina's heeft De Noré de gemoedsgesteldheid van de meisjes geschilderd.
De situatie is niet buitengewoon, de plot evenmin schokkend, maar trefzeker en herkenbaar zijn haar verhalen wel. Twee andere vriendinnen, de een is advocaat, de andere huisvrouw - maar de eerste is verwelkt, misschien omdat ze nooit veel vat op de liefde heeft gekregen. Dat was vroeger al zo. Over haar tweede liefde: 'Zij had alleen oog voor hem en geloofde dat hij droomde over een romantische toekomst met haar wanneer hij over haar heen keek.'
Een moeder vindt een pornoboekje in de kamer van haar schoolgaande zoon. Hij probeert, met behulp van de kameraad met wie hij zelfs een handeltje in deze lectuur heeft, op een beschaafde manier onder de netelige situatie uit te komen.
Of het jongetje dat op zijn zevende voor het eerst alleen een busrit maakt, omdat hij een briefje moet bezorgen op het adres dat zijn zieke moeder hem heeft opgegeven. Na twee van de vijf pagina's zijn we al net zo bang als hij.
(Bron: De Volkskrant [Sir Edmund], 8 juli 2017.)

### Lambarosa
"Annel de Noré voegt met Lambarosa een schitterende roman toe aan de wereldliteratuur, schrijft Ezra de Haan op Caraibisch Uitzicht, 5 september 2019:
"Echt goede boeken zorgen er al snel voor dat ik aan andere romans en schrijv"ers ga denken. Ik ga vergelijken, herken er iets in en vraag mij desondanks af of ze uniek zijn. ‘Lambarosa’ deed mij bijvoorbeeld meteen aan Nabokovs debuutroman ‘Masjenka’ denken. In beide boeken is er sprake van een duisternis waarin de karakters elkaar leren kennen. Je spreekt dus over een meesterproef, want hoe beschrijf je jouw personages als je ze amper kunt beschrijven? Slechts dialoog en actie staan immers tot je beschikking… Ook moest ik denken aan een andere Nobelprijswinnaar, William Golding, door ‘De grot’, het eerste deel van de roman. Als in Goldings ‘Heer der vliegen’ worden kinderen, door omstandigheden gedwongen, tot elkaar veroordeeld. Bij De Noré krijgen drie tieners, na het overleven van het neerstorten van hun vliegtuig, de verantwoordelijkheid over drie kinderen. Machtsstrijd, puberale liefdes en een geheimzinnige ziekte maken de toch al onmogelijke situatie waarin ze verkeren tot een nachtmerrie. Het plateau waarop hun vliegtuig in brokstukken ligt, verlaten ze al snel om voor de beschutting van een grottenstelsel te kiezen. Honger, dorst en wanhoop vallen hen ten deel. (…) Naarmate de roman vordert blijkt echter steeds duidelijker dat de auteur over alles heeft nagedacht. Zo is Lambarosa een figuur die door Ramon in de grot gespeeld wordt om de kinderen even af te leiden. Jonathan is een van hen en ziet Ramon nadien nog slechts als Lambarosa en geeft hem de schuld van al hun onheil en zelfs van het brengen van de dood. (…) Wederom sleurt Annel de Noré je mee in situaties die pijnlijk en onverkwikkelijk zijn. Ze doet het zo goed dat je door blijft lezen en elke letter laat binnenkomen. (…) Ze hanteert daarbij schitterende regels en metaforen."

## Waardering
Annel de Noré heeft veel waardering geoogst. Zo vielen haar voor de verhalenbundel Het kind met de grijze ogen lovende recensies ten deel. Michiel van Kempen schreef dat de bundel, mede dankzij de stilistische kwaliteiten van de auteur, in het Caraïbisch gebied tot de beste in zijn soort mag worden gerekend. Hij schreef: "Annel de Noré is de beste, levende schrijfster van Suriname. Ze steekt met kop en schouders boven de anderen uit."Michiel van Kempen 2017.  Chandra van Binnendijk oordeelde: "Annel de Noré heeft met deze collectie verhalen op een overtuigende manier een plek veroverd in de hedendaagse Surinaamse literatuur.” (De Ware Tijd, 29 mei 2004).

### Caracas
Annel de Noré won met het typoscript van haar eerste roman, De Bruine Zeemeermin (2000), een prijsvraag uitgeschreven door de Nederlandse Ambassade te Caracas voor proza uit het Nederlandstalig Caraïbisch gebied. Haar debuutroman De bruine zeemeermin werd ‘het beste Caribische debuut sinds Bea Vianen en Astrid H. Roemer’ genoemd. De jury, onder voorzitterschap van Frank Martinus Arion, was unaniem in haar loftuitingen: een belofte voor de toekomst.

### Poëzie- en voordrachtsprijs Het Gebroken Hart.
Annel de Nore werd finalist in 2004 voor de Poëzie- en voordrachtsprijs Het Gebroken Hart:

Gebroken: een oeroud stenen hart
Wekker, computer, afwasmachien,
douche, haardroger, wasmachien,
sleutel in slot, pinpas in automaat,
roltrap op,
trein in.
Fluit!
Rust…
Omlijst door driedimensionaal dagduister
reist in vlakke, onthullende, flitsvlagen
een ijl, vreemdbekend spiegelbeeld mee…
en ’t gisternacht doorgeseind noodsignaal
wreekt de gigabeet links onder het borstbeen
die eerst in, nu door de wind wordt geslagen.
Gevangen in technologie, digitaal en staal
breekt verweerd, oeroud, ’t hart van steen
alsnóg en weigert – uiterst banaal – dienst.

### Annel de Noré genomineerd voorHalewijnprijs2017 en Reinaerttrofee 2017
Mede naar aanleiding van haar laatste werk Vers vlees oud bloed (2017) werd Annel de Noré genomineerd voor de Halewijnprijs 2017. De Halewijnprijs, een literatuurprijs van de stad Roermond, wordt jaarlijks uitgereikt aan auteurs die al voorbij hun debuut zijn, maar bij het grote publiek nog niet voldoende bekend.
Halewijnprijs wordt jaarlijks, en in 2017 voor de 31ste keer, uitgereikt aan auteurs die al voorbij hun debuut zijn, maar bij het grote publiek nog niet voldoende bekend. Prijswinnaars uit het recente verleden zijn o.a.: Tommy Wieringa, Esther Jansma, Fred Papenhove en Ton van Reen. De andere genomineerden zijn: Murat Isik, Eva Meijer, David Nolens, Christine Otten en Chris de Stoop. De prijsuitreiking vond plaats op zondag 11 maart 2018 in Roermond tijdens de Boekenweek 2018. Eva Meijer (Het vogelhuis; De soldaat was een dolfijn) won de 2017 prijs.
De genomineerden dongen tevens mee naar de Reinaerttrofee die voor de vierde maal zal worden toegekend door een jongeren-schaduwjury. De Halewijnprijs is een auteursprijs.

### Donner Schrijfwedstrijd
Met haar verhaal 'Berichten uit het verleden' won zij de tweede prijs in de Donner Schrijfwedstrijd 2020.

## Over Annel de Noré
- Michiel van Kempen, Een geschiedenis van de Surinaamse literatuur. Breda: De Geus, 2003, deel II, pp. 1061-1063.
- Bijdragen van en over Annel de Noré op  Caraïbisch Uitzicht